# Formato 8.3
Il formato 8.3 è una convenzione sui nomi dei file utilizzata dallo standard ISO 9660, da alcune versioni di DOS e di Microsoft Windows, in particolare quelle precedenti a Windows 95: I sistemi operativi successivi mantengono una conversione in formato 8.3 dei nomi dei file per compatibilità con le vecchie applicazioni.

## Caratteristiche
Nei sistemi operativi dotati di file system FAT i nomi di file dovevano contenere al più otto caratteri, opzionalmente seguiti da un solo punto (.) e da una estensione di non più di tre caratteri. Oltre al singolo punto, i nomi dei file non devono contenere spazi e nessuno dei seguenti caratteri: " / \ [ ] : ; = ,. I nomi vengono memorizzati in maiuscole, sebbene il file system sia case insensitive.
Con l'introduzione di VFAT in Windows 95, i nomi dei file sono stati estesi a 255 caratteri. Nei sistemi operativi che supportano NTFS è possibile disabilitare la creazione di un nome in formato 8.3.
Durante la conversione da un nome di file esteso ad uno in formato 8.3, vengono rimossi i caratteri precedenti, troncate le estensioni più lunghe di tre caratteri e ridotto il nome del file a 6 caratteri, seguito da una tilde (~) e da un numero progressivo. Questa peculiarità è stata scherzosamente menzionata durante il procedimento antitrust svolto negli Stati Uniti d'America nei confronti di Microsoft, suggerendo ironicamente che la società avrebbe dovuto dividersi in MICROS~1 e MICROS~2.
Lo standard ISO 9660 presenta la stessa restrizione sulla lunghezza (8+3), sebbene riduca ulteriormente il set di caratteri utilizzabili alle lettere maiuscole, le cifre e l'underscore (_).